# Olympische Sommerspiele 2012/Teilnehmer (Guyana)
| Gelbes Symbol für Goldmedaillen mit stilisierten Olympischen Ringen | Graues Symbol für Silbermedaillen mit stilisierten Olympischen Ringen | Braundes Symbol für Bronzemedaillen mit stilisierten Olympischen Ringen |
| ------------------------------------------------------------------- | --------------------------------------------------------------------- | ----------------------------------------------------------------------- |
| —                                                                   | —                                                                     | —                                                                       |

Guyana nahm in London an den Olympischen Spielen 2012 teil. Es war die insgesamt 16. Teilnahme an Olympischen Sommerspielen. Die Guyana Olympic Association nominierte sechs Athleten in drei Sportarten.

## Teilnehmer nach Sportarten

### Judo
| Männer    |                  |         |         |             |           |    |
| Raul Lall | Klasse bis 60 kg | Freilos | Freilos | E. Majrashi | 000 - 100 | 17 |

### Leichtathletik
| Athleten       | Wettbewerb | Vorlauf | Vorlauf | Halbfinale    | Halbfinale    | Finale        | Finale        | Rang |
| Athleten       | Wettbewerb | Zeit    | Rang    | Zeit          | Rang          | Zeit          | Rang          | Rang |
| -------------- | ---------- | ------- | ------- | ------------- | ------------- | ------------- | ------------- | ---- |
| Frauen         |            |         |         |               |               |               |               |      |
| Aliann Pompey  | 400 m      | 52,10 s | 4       | 52,58 s       | 8             | ausgeschieden | ausgeschieden | 22   |
| Männer         |            |         |         |               |               |               |               |      |
| Jeremy Bascom  | 100 m      | 10,31 s | 6       | ausgeschieden | ausgeschieden | ausgeschieden | ausgeschieden | 34   |
| Winston George | 400 m      | 46,86 s | 5       | ausgeschieden | ausgeschieden | ausgeschieden | ausgeschieden | 38   |

### Schwimmen
| Athleten          | Wettbewerb     | Vorlauf     | Vorlauf | Halbfinale    | Halbfinale    | Finale        | Finale        | Rang |
| Athleten          | Wettbewerb     | Zeit        | Rang    | Zeit          | Rang          | Zeit          | Rang          | Rang |
| ----------------- | -------------- | ----------- | ------- | ------------- | ------------- | ------------- | ------------- | ---- |
| Frauen            |                |             |         |               |               |               |               |      |
| Britany van Lange | 100 m Freistil | 1:01,62 min | 4       | ausgeschieden | ausgeschieden | ausgeschieden | ausgeschieden | 42   |
| Männer            |                |             |         |               |               |               |               |      |
| Niall Roberts     | 100 m Freistil | 54,87 s     | 4       | ausgeschieden | ausgeschieden | ausgeschieden | ausgeschieden | 48   |